# Conto delle partite correnti
Nella bilancia dei pagamenti, il conto delle partite correnti, o conto corrente, registra le transazioni internazionali in merci e servizi, redditi e trasferimenti unilaterali correnti.

## Voci del conto delle partite correnti
I crediti riportano le entrate derivanti da esportazioni di beni e servizi, nonché da prestazioni dei fattori produttivi (lavoro di residenti, capitale di proprietà di residenti) utilizzate da altri paesi. I debiti riportano invece le uscite per importazioni di beni e servizi e per prestazioni di fattori produttivi non residenti. I trasferimenti unilaterali correnti sono entrate o uscite senza contropartita che, modificando il reddito disponibile, hanno un impatto sui consumi.

## Deficit delle partite correnti
Quando una nazione realizza un deficit nel partite correnti nel proprio bilancio significa che sta importando più beni e servizi di quanti ne sta esportando, e si sta quindi indebitando con altri Paesi.
Non è detto tuttavia che si tratti di una cosa negativa: l'indebitamento, infatti, può servire a finanziare degli investimenti. E il rendimento di questi ultimi potrà quindi ripagare il debito contratto. Diverso caso si crea quando l'indebitamento con stati esteri serve a finanziare consumi o spesa pubblica. In quest'ultimo caso la capacità di ripagare il debito si configura minore (in quanto manca il rendimento dell'investimento, al contrario del caso di finanziamento precedente).
Nel caso in cui uno stato sia costretto a finanziare consumi e spesa pubblica dovrà allora essere disposto a pagare tassi di interesse più elevati, trovandosi di fronte a una platea di prestatori più ridotta rispetto a quella disposta a finanziare investimenti.